# بخش پیتزفیلد (شهرستان لوراین، اوهایو)
بخش پیتزفیلد (به انگلیسی: Pittsfield Township) یک منطقهٔ مسکونی در ایالات متحده آمریکا است که در شهرستان لورین، اوهایو واقع شده‌است.
 بخش پیتزفیلد ۶۷٫۳۸ کیلومتر مربع مساحت و ۱٬۵۸۱ نفر جمعیت دارد و ۲۵۰ متر بالاتر از سطح دریا واقع شده‌است.